# Rio (film)
Rio – amerykański film animowany. W zrealizowaniu filmu uczestniczyło Studio Blue Sky, twórcy m.in. Epoki Lodowcowej i dystrybutor filmów Imperial. Film promowała piosenka „Real in Rio”.

## Wersja oryginalna
- Jesse Eisenberg – Blu
- Anne Hathaway – Jewel
- Leslie Mann – Linda
- Jake T. Austin – Fernando
- Jemaine Clement – Nigel
- George Lopez – Rafael
- William James Adams Jr. – Pedro
- Tracy Morgan – Luiz
- Jamie Foxx – Nico
- Jane Lynch
- Rodrigo Santoro

i inni

## Wersja polska
Opracowanie wersji polskiej: Studio Sonica

Nagrania: Mafilm audio Budapeszt

Reżyseria: Piotr Kozłowski

Tłumaczenie i dialogi: Michał Wojnarowski

Montaż: Agnieszka Stankowska

Kierownik produkcji: Agnieszka Kudelska

W wersji polskiej wystąpili:
- Grzegorz Drojewski – Blu
- Agnieszka Dygant – Julia
- Agata Buzek – Linda (dorosła)
- Julia Kornacka – Linda (dziecko)
- Wojciech Paszkowski − Tulio
- Miłogost Reczek – Rafael
- Krzysztof Kowalewski − Luiz
- Wiktor Zborowski – Nigel
- Piotr Bajtlik – Nico
- Krzysztof Pluskota – Pedro
- Rafał Fudalej – Fernando
- Artur Dziurman – Marcel
- Krzysztof Szczerbiński – Tipa
- Robert Jarociński – Armando
- Miriam Aleksandrowicz – Eva
- Waldemar Barwiński – Sylvio / Kipo
- Agnieszka Kudelska – Chloe
- Miriam Aleksandrowicz – Alice
- Piotr Kozłowski – Mauro
- Roman Szafrański – Nietoperz

Lektor: Tomasz Marzecki
Polska wersja zwiastuna:
- Jarosław Boberek – Rafael
- Krzysztof Stelmaszyk – Nigel
- Sylwester Maciejewski – Luiz

i inni

## Bohaterowie
- Blu – przypuszczalnie[a] ostatni samiec ary modrej. Jest niezręczny, udomowiony i niezdarny. Został przemycony z Rio de Janeiro do Moose Lake i adoptowany przez Lindę Gunderson. Nie potrafi latać. Zakochuje się z wzajemnością w Julii.
- Julia (Jewel) – przypuszczalnie[a] ostatnia samica gatunku ary modrej. Czuje się wolna i cały czas próbuje uciec do dżungli. Zakochuje się z wzajemnością w Blu.
- Linda – właścicielka Blu. Wychodzi za mąż za Tulio. Nosi okulary.
- Tulio – ornitolog, zaproponował Lindzie i Blu podróż do Rio by przedłużyć gatunek ary modrej. Żeni się z Lindą.
- Rafael – romantyczny tukan, król karnawału.
- Luiz – buldog, mieszka w warsztacie. Cały czas śpi.
- Nigel – sadystyczna kakadu żółtoczuba, pomagająca przemytnikom. Czarny charakter.
- Nico – kanarek, współwłaściciel klubu imprezowego. Uzdolniony muzycznie, śpiewający głównie sambę. Najlepszy przyjaciel Pedro. Ciągle nosi kapsel na głowie.
- Pedro – kardynałek czubaty, najlepszy przyjaciel Nico. Jest gruby, dobrze rapuje.
- Fernando – ubogi i bezdomny chłopiec, który pomagał przemytnikom. Zostaje adoptowany przez Lindę i Tulio.
- Mauro – przywódca bandy marmozetów. Kocha złoto, zegarki, biżuterię i klejnoty.
- Marcel – przywódca grupy przemytników. Jest właścicielem Nigela. Ma dredy.
- Tipa – pomocnik Marcela, grubas.
- Armando – pomocnik Marcela, ma afro.
- Eva – żona Rafaela, fałszuje.
- Sylvio – najlepszy strażnik w Rio de Janeiro.
- Kipo – Warzęcha różowa, przyjaciel Nico i Pedro widoczny w ich klubie.
- Chloe – gęś kanadyjska, wraz z Alice gnębiąca Blu.
- Alice – gęś kanadyjska, gnębicielka Blu.

## Real in Rio
Piosenkę „Real in Rio” została wykonana przez: Jessego Eisenberga, Jamie Foxxa, Anne Hathaway, George'a Lopeza, will.i.ama i zespół The Rio Singers. Autorami piosenki zostali: Sérgio Mendes, Carlinhos Brown (odpowiadał za ścieżki perkusyjne do filmu) i Siedah Garrett. Piosenka została nominowana do Nagrody Akademii Filmowej za „Best Original Song” podczas 84. ceremonii wręczenia Oscarów w 2012 roku.